# Robert Betts Laughlin
Robert Betts Laughlin (Visalia, 1 de novembro de 1950) é um físico estadunidense.

## Carreira
Obteve um B.A. em matemática pela Universidade de Berkeley, em 1972, e um PhD em física em 1979, Instituto de Tecnologia de Massachusetts (MIT). Entre 2004 e 2006 atuou como presidente da KAIST em Daejeon, na Coreia do Sul.
Foi laureado com o Nobel de Física de 1998, pela descoberta de uma nova forma de fluido quântico com exitabilidade fracionada.
Participou da 24ª Conferência de Solvay, em 2008.

## Publicações
aughlin publicou um livro intitulado A Different Universe: Reinventing Physics from the Bottom Down em 2005. O livro defende a emergência como um substituto para o reducionismo, além de comentários gerais sobre temas quentes.
- Laughlin, Robert B. (2005). A Different Universe: Reinventing Physics from the Bottom Down. [S.l.]: Basic Books. ISBN 978-0-465-03828-2 (Trad. esp.: Un universo diferente. La reinvención de la física en la Edad de la Emergencia, Buenos Aires/Madrid, Katz editores, 2007, ISBN 978-84-935432-9-7).
- Laughlin, Robert B. (2008). The Crime of Reason: And the Closing of the Scientific Mind. [S.l.]: Basic Books. ISBN 978-0-465-00507-9 (Trad. esp.: Crímenes de la razón. El fin de la mentalidad científica, Buenos Aires/Madrid, Katz editores, 2010, ISBN 978-84-96859-68-5).
- Mente y materia. ¿Qué es la vida? Sobre la vigencia de Erwin Schrödinger (with Michael R. Hendrickson; Robert Pogue Harrison and Hans Ulrich Gumbrecht), Buenos Aires/Madrid, Katz editores, 2010, ISBN 978-84-92946-12-9.
- Laughlin, Robert B. (2013). Powering the Future: How We Will (Eventually) Solve the Energy Crisis and Fuel the Civilization of Tomorrow. [S.l.]: Basic Books. ISBN 9780465022205

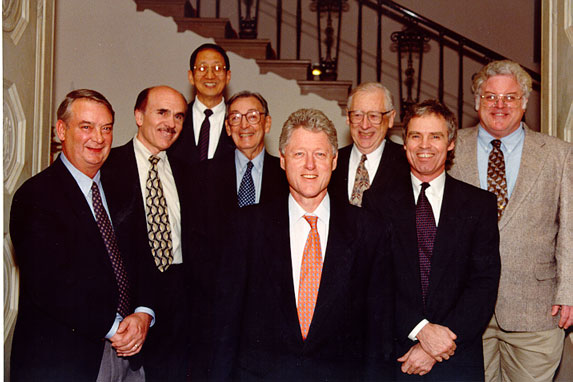
Laughlin (direita) na Casa Branca, com os estadunidenses laureados com o Prêmio Nobel de 1988, recepcionados pelo presidente Bill Clinton